# Šahovska ura
Šahovska ura je naprava z vgrejenima dvema urama, ki se prožita tako, da s pritiskom na gumb zaženemo eno in istočasno ustavimo drugo uro. Uporablja se pri različnih igrah na deski, kjer sta prisotna dva igralca, ki izmenično izvajata poteze. Namen šahovske ure je nadzor porabljenega celotnega časa za razmišljanje posameznega igralca.
Prvič v zgodovini so šahovsko uro uporabili v Londonu leta 1866 v šahovskem dvoboju med Wilhelmom Steinitzom in Adolfom Anderssenom. Uporabljena je bila steklena peščena ura. Dvojno šahovsko uro pa so prvič uporabili na šahovskem turnirju v Londonu leta 1883.
Prvotno se je šahovska ura uporabljala v turnirski praksi pri šahu, kasneje pa so jo začeli uporabljati tudi na turnirjih scrabblea, šogija, goja in tudi pri skoraj vseh ostalih igrah na deski. Šahovska ura preprečuje zavlačevanje igralca pri razmišljanju. Morda je k izumu šahovske ure pripomogla prav naslednja anekdota: V eni od iger Morphy-Paulsen je Paulsen porabil 11 (!!) ur za potezo. To je bilo seveda takrat, ko še niso uporabljali šahovskih ur. Morphy, sicer potrpežljiv in izjemno uglajen šahovski genij, ga je po enajstih urah vseeno opomnil, da bi rad videl potezo. Nakar mu Paulsen odgovori, »Oh, oprostite, mislil sem, da ste vi na potezi.«
Pri običajni šahovski turnirski partiji je moral igralec izvesti določeno število potez (običajno 40) v vnaprej določenem času (običajno 120 minut), nakar se je vsakemu igralcu doda določen čas (običajno 30 minut) za preostanek partije. Igralec, ki je prekoračil vnaprej določen čas je izgubil partijo. Pri hitropoteznem šahu ima vsak igralec na voljo od pet do petnajst minut za celotno partijo. Pri pospešenem šahu pa ima vsak igralec na voljo od petnajst do šestdeset minut za partijo.
Igralec lahko porabi različen čas za določeno potezo, običajno manj časa pri znanih otvoritvah in več kasneje pri bolj zapletenih postavitvah. Igralci lahko zapustijo mesto igranja medtem, ko nasprotnik razmišlja, vendar ima takrat nasprotnik pravico izvesti potezo in zagnati uro soigralca, čeprav ta ni prisoten. 
Analogna šahovska ura (na sliki zgoraj) je opremljena z »zastavico«, katere padec pomeni, da je igralec prekoračil določen čas in s tem tudi izgubo partije. Na žalost lastnikov takih šahovskih ur ni mogoče dodajati ali odvzemati časa pri vsaki potezi tako, da s tako uro ni možno igrati vse bolj popularnih iger s Fischerjevim načinom dodajanja časa pri vsaki potezi. Zato postajajo vse bolj popularne digitalne šahovske ure pri katerih je to možno.
Digitalne ure in igranje šaha preko interneta so sprožile val preizkušanja z bolj zapletenimi časovnimi nadzori, kot je bilo to običajno. 
Na večini pomembnejših turnirjev (vključno npr. s šahovsko olimpiado na Bledu leta 2002), se že obvezno igra z digitalnimi urami. Igralni čas je 90 minut za vsakega igralca po vsaki potezi pa dobi še 30 sekund dodatka. Prav tako pa bo običajni hitropotezni tempo 2 x 5 minut verjetno sčasoma zamenjan za Fischerjev 3'+ 2" (tri minute plus 2 sekundi dodatka na potezo). 
Igralni časi z dodajanjem so namenjeni predvsem temu, da se ne igra le na čas, saj načeloma lahko traja taka partija dolgo, za razliko od starega hitropoteznega tempa, kjer je partije konec najkasneje v 10 minutah. Poleg tega pa se s tem načinom odpravijo prekinjene partije, ki so (zelo) podaljševale turnirje, poleg tega pa ob prekinitvah ni možno preprečiti uporabe računalnikov.
Pri analogni uri se je lahko zgodilo, da sta padli obe zastavici. V tem primeru (kjer običajno tudi ni mogoče ugotoviti katera je padla prva) je partija remi. Digitalna ura pa nasprotno zabeleži tudi katera "zastavica je padla prej". Ura prikazuje čas -00:00, vendar je partija kljub temu proglašena za remi.